# Юнгмейстер, Владимир Андреевич
Владимир Андреевич Юнгмейстер (1 февраля 1881, Кострома, Российская империя — 10 января 1943, Александрия, Египет) — русский военный лётчик, участник Первой мировой и Гражданской войны, полковник РИА, начальник 4-го авиационного дивизиона и авиационной группы при штабе 4-й армии, начальник авиационного отряда в армии Деникина, кавалер пяти боевых орденов.

## Биография
Родился 1 февраля 1881 года в Костроме в потомственной дворянской семье. Среднее образование получил в Костромском реальном училище в 1900 году. Окончил по первому разряду Александровское военное училище (24.11.1902 г.). В звании подпоручика начал службу в 11-м гренадерском Фанагорийском полку. С 1905 года — поручик. По собственной инициативе учился в школе авиации Московского Общества Воздухоплавания (20.07.1911 года получил диплом пилота за номером 53). В том же году принимал участие в первых в России военных манёврах с использованием авиации. 15 сентября 1912 года Юнгмейстер участвует в знаковом для того времени перелёте Москва — Богородск — Орехово-Зуево на призы Саввы Морозова. Первым приземляется в Богородске, получив один из главных призов. О перелёте сообщили все московские газеты. В конце сентябре 1912 года штабс-капитан 11-го Фанагорийского полка Владимир Юнгмейстер в составе 3-й группы слушателей приступил к обучению на Офицерских теоретических курсах авиации имени В. В. Захарова при Санкт-Петербургском политехническом институте. После успешного окончания курсов откомандирован в Авиационный отдел Офицерской воздухоплавательной школы. Получил звание «военный лётчик». Направлен в город Бронницы, где ему предстояло сформировать авиационный отряд Гренадерского корпуса и приступить к обязанностям его командира. С 4 августа 1914 года Владимир Юнгмейстер на фронте в составе действующей армии. За первые месяцы войны совершил 31 боевой вылет с общим налётом более 41-го часа (очень высокий показатель для авиации того времени). Командовал авиационной группой при штабе 4-й армии. 18 февраля 1915 года самолёт капитана (с 06.01.1915 г.) Юнгмейстера попадает в аварию, в которой лётчик получает серьёзное ранение. На личном поезде цесаревича Алексея его доставляют в Петроград, где он проходит лечение в нескольких госпиталях (госпиталь Общества Святого Георгия и Русско-Голландский лазарет). После выздоровления Юнгмейстер получает очень лестное предложение от Великого Князя — возглавить Севастопольскую авиационную школу. Однако лётчик просит вновь направить его на фронт и получает назначение командиром 4-го Авиационного дивизиона. Несмотря на руководящую должность, лично принимает участие во многих боевых операциях дивизиона. 15 июля 1916 года 10 самолётов под командованием Юнгмейстера сбросили 36 пудов бомб на военные склады неприятеля, вызвав прямыми попаданиями пожары и разрушения. В начале 1917 года авиадивизион Юнгмейстера переведён на Румынский фронт. 18 января Владимир Юнгмейстер получил чин подполковника, а уже 24 апреля представлен к званию полковника. Из аттестации подполковника Юнгмейстера, подписанной генерал-квартирмейстером штаба 4-й армии:
«В высокой степени серьёзный и твёрдый командир. Отлично дисциплинирован сам и с большим умением поддерживает порядок в дивизионе. Выдающийся лётчик, всей душой предан авиации. Пользуется большим авторитетом. Скромен. Прекрасный товарищ. Отличных нравственных качеств, заботлив о подчинённых. Дивизион свой содержит в большом порядке. Выдающийся командир и боевой служака».
Октябрьский переворот полковник Русской Императорской Армии В. А. Юнгмейстер не принял. Воевал в авиации в составе Добровольческой армии генерала А. Деникина командиром 10-го авиационного отряда Уральского казачьего войска. В эмиграции в Египте.
Умер 10 января 1943 года в Александрии. Похоронен там же на греческом православном кладбище Шетби.

## Награды
- Орден Святого Станислава 3-й степени с мечами и бантом

- Орден Святой Анны 3-й степени с мечами и бантом

- Орден Святого Владимира 4-й степени с мечами и бантом

- Орден Святой Анны 2-й степени с мечами

- Орден Святой Анны 4-й степени с надписью «За храбрость»